# Битка за Фалуџу
Битка за Фалуџу, под америчким кодним називом Операција Фантомски бес (енгл. Operation Phantom Fury) била је заједничка америчко-ирачка офанзива против побуњеника у Фалуџи. Америчка војска назвала је битку као „једну од најтежих урбаних борби у којима су амерички маринци суделовали још од Хју Ситија у Вијетнаму 1968".
То је била највећа борбена операција окупационих снага у Ираку након инвазије 2003. Убијено је преко хиљаду цивила и побуњеника, а у нападу је коришћено хемијско оружје, бели фосфор.

## Позадина
Фалуџа је била миран град након пада Садама Хусеина. Било је врло мало пљачкања и нови градоначелник односио се проамерички. Уласком Американаца у град априла 2003. дошло је до отуђења локалног становништва, поготово због наде да ће снаге остати ван града.
28. априла 2003, увече, мноштво од 200 људи се упркос полицијском часу окупило се испред једне локалне школе како би протестовали против присуства америчке војске у граду. Догађај се развио у конфронтацију у којој су војници отворили ватру и убили 15 ирачких цивила.
Вишеструки напади на америчке снаге, међу којима и убиство четири америчка плаћеника (Министарство одбране Сједињених Држава их назива: приватни војни службеник), довели су до опсаде и операције Будна Одлучност ("Operation Vigilant Resolve"), неуспели покушај заузимања града у априлу 2004. Један од извора  који набраја жртве поименично, тврди да је од 800 ирачких жртава било између 572 и 616 цивилних, од којих не мање од 308 жена и деце. Ирачко министарство здравља је дало извештај по коме је било укупно око 280 мртвих.
Други покушај освајања планиран је, али одгођен због предстојећих председничких избора у САД.

## Хронологија
Током припрема за освајање Фалуџе, америчке и ирачке контролне тачке окружиле су град с циљем да се спречи улазак у град било коме и ради лакшег откривања побуњеника који би могли покушати бег. Кад је издата заповест за напад, већина цивила је била напустила град.
Копнене операције започињу у ноћи 7. новембра, 2004. када 36. батаљон командоса нове ирачке војске, нападајући са запада и југа, заузима главну болницу Фалуџе без испаљеног метка. Болница је проглашена циљем под оправдањем да је „у рукама побуњеника“ и извор пропаганде и „преувеличаног броја жртава“. Та иста јединица, под заповедништвом америчких U.S. III Corps осигурава мост Јуф Кас Сукр на западу. Изгледа да су ови напади били диверзија.
Америчке јединице од два батаљона америчке војске и четири батаљона маринаца отпочели су напад уздуж широког фронта, прелазећи железничку пругу која се простире северним крајем града. Потпомогнуте из ваздуха тешким бомбардовањем, америчке снаге су напредовале и мало пре свитања, главна железничка станица је пала у њихове руке. Истог послеподнева, војници су ушли у четврти Хај Наиб ел Дубат и ел Назиза. Мало пре ноћи 9. новембра, амерички војници кретали су се уз ауто-пут 10 центром града. Пре свитања следећег дана већина града била је у рукама Американаца и нове ирачке војске.
13. новембра, након 6 дана борби, Американци карактеришу акцију као чишћење џепова отпора. 16. новембра, вести америчке телевизијске куће НБЦ су објавиле снимак који изгледа да приказује америчког маринца који убија рањеног Ирачанина. Наведено је како је маринац изјавио како се Ирачанин „правио мртвим“. Касније су одбачене оптужбе за које се војник окривљује. Крајем јануара 2005, америчке снаге напуштају град.

## Последице битке
Град је претрпио тешке штете. Пре рата, у граду је постојало око 200 џамија. Неки тврде 60 од њих уништено је у сукобима. Могуће је да је половина кућа оштећено или уништено (од 7 до 10 од око 50 хиљада кућа уништено је).
Објављено је како је у нападу 71 амерички војник изгубио живот. Број ирачких жртава је непоуздан због непознатог броја становника који је напустио град пре напада. Неки извештаји стављају број убијених побуњеника на 1,200 и 1.000 заробљеника. Ирачка војска изгубила је 8 људи.
Број становника пре офанзиве је био око 200.000-350.000. Данас, преко 150.000 живи у избеглиштву широм Ирака. Неким становницима дозвољен је повратак крајем децембра 2004.
Од краја америчке офанзиве, број побуњеничких герилских напада растао је у подручју и око града. И, макар су вести најчешће недоступне, расте и број напада на ирачке војнике. Најпознатији од таквих напада био је самоубилачки напад ауто-бомбом на војни конвој у којем је убијено 6 америчких маринаца.

## Употреба хемијског оружја
9. новембра 2005. године италијанска државна телевизија РАИ изнела је у јавност нове фотографске доказе и сведочења учесника у америчком нападу на Фалуџу у новембру 2004. године којом приликом су америчке трупе употребиле бели фосфор што је за последицу имало велики број погинулих и рањених, не само међу побуњеницима већ и међу цивилним становништвом. Бивши припадник амерички снага у Ираку, који је учествовао у борбама за Фалуџу изјавио је:
„Чуо сам наређење да се припазимо зато што ће у Фалуџи бити употребљен бели фосфор. У војном жаргону зовемо га Вили Пит. Фосфор сагорева људска тела, тачније топи месо све до кости... Видео сам изгорела тела жена и деце. Фосфор експлодира и образује облак. Свако ко се нађе у радијусу од 150 m од експлозије, готов је."
У званичном гласилу артиљерије америчке армије „Артиљеријски журнал“, амерички артиљеријски официр изјавио је да је америчка артиљерија употребљавала бели фосфор у борбама за Фалуџу у склопу тактике „Шејк енд Бејк“ (shake-and-bake - промућкај и испеци). Гранате са белим фосфором испаљиване су на позиције ирачких побуњеника како би их истерале из склоништа на брисани простор где су уништавани дејством артиљерије. Ипак, америчка влада и даље званично демантује његову употребу.
"... неки новински извештаји су изнели тврдње да је америчка војска користила забрањене фосфорне гранате у Фалуџи. фосфорне гранате нису забрањене. Америчке снаге су их веома ретко користиле у Фалуџи за осветљавање терена. Испаљиване су ноћу у ваздух, како би осветлиле непријатељске положаје, а не на непријатељске борце."
Међутим, фотографски докази и изјаве војника од 9. новембра 2004. године потврђују постојање барем једног инцидента „пријатељске ватре“ у којој је граната са белим фосфором експлодирала у близини групе америчких војника наневши неколицини њих лаке опекотине. Индиректни докази из снимака борби (као што је густи бели дим који избија из зграда у пламену) сугеришу на масовнију и другачију употребу граната са белим фосфором од оне која је наведена у званичној верзији (ватра у затвореном простору, као што су то стамбене зграде и куће, производи црни чађави дим због делимичног сагоревања које је проузроковано недостатком кисеоника).
У марту 2005. године, Артиљеријски журнал Америчке војске објавио је чланак о америчким војницима који су учествовали у бици. Они су изјавили:
Гранате са белим фосфором су се показале као веома ефикасна и свестрана муниција. Користили смо их за стварање димне завесе, у два пробоја и касније током борбе као снажно психолошко оружје против побуњеника у рововима и другим заклонима против којих дејство класичним високо-експлозивним гранатама није било ефикасно. Током „шејк енд бејк“ задатака користили смо гранате са белим фосфором да истерамо побуњенике из њихових склоништа, а затим би их уништавали дејством класичним високо-експлозивним гранатама. Користили смо побољшане гранате од белог фосфора за стварање димне завесе, али смо се трудили да их, кад год је то било могуће, сачувамо за дејство по непријатељу.
Експлозија гранате са белим фосфором има ефекат који се може упоредити са употребном плућних бојних отрова. Смрт може наступити као последица едема плућа, тровања фосфорном киселином, шока и опекотина, док одећа и други чврсти материјали остају нетакнути. Многе жртве умреће од другог од набројаних узрока зато што је у затвореном простору тешко избећи удисање велике количине дима који се у плућима и дисајним путевима одмах претвара у фосфорну киселину проузрокојући симптоме сличне тровању фозгеном, али (због високе концентрације фосфорног оксида у диму) са много бржим дејством. У овом случају смрт наступа убрзо након удисања због едема плућа или шока.